# تيزيانا نيسيني
تيزيانا نيسيني (من مواليد 18 أكتوبر 1975) سياسية إيطالية من ليغا نورد. كانت وزيرة دولة في وزارة العمل والسياسات الاجتماعية منذ مارس 2021.
كانت عضوة في مجلس الشيوخ من 2018 إلى 2021.